# عثمان أحمد عثمان
عثمان أحمد عثمان (6 إبريل 1917 - 1 مايو 1999) مهندس، مقاول، رجل أعمال، سياسي مصري. لقب وأشتهر بالمعلم، أسس شركة المقاولون العرب (أكبر شركة مقاولات عربية في الفترة ما بين عقد الستينات والثمانينيات) التي كانت لها دورا بارزا في بناء السد العالي. شغل منصب وزير الإسكان والتعمير لفترة قبل أن يصبح عضوا في البرلمان المصري.

## السيرة الذاتية

### النشأة
ولد عثمان في 6 إبريل عام 1917، بمدينة الإسماعيلية، مصر، لعائلة فقيرة، ازدادت حالتها سوءا بعد وفاة والده عام 1920. عندما بلغ عثمان عامه الثالث تخلى شقيقه الأكبر محمد عن تعليمه واتجه للعمل لتوفير دخل ثابت للعائلة. كثيرا ما عمل عثمان في طفولته لتوفير دخل إضافي للعائلة.
بعد الانتهاء من فترة الثانوية، التحق عثمان بكلية الهندسة جامعة القاهرة وتخصص في قسم الهندسة المدنية. لم تختلف حالته الاقتصادية كثيرا في تلك الفترة عن طفولته فلم يكن يمتلك أي مال لتحمل رسوم الجامعة ولا لدفع إيجار السكن. لكن لم تطل هاتين المشكلتان كثيرا فحصل على منحة دراسية من الجامعة وعاش مع أخته الكبرى، وتنقل بدراجة جمعها بنفسه. تخرج عثمان من الجامعة في عام 1940 حاصلا على درجة البكالوريوس في الهندسة المدنية. عاد عثمان إلى مدينة الإسماعيلية ليعمل مع عمه، مقاول أمي، لكنه خبير، لمدة 18 شهرا.

### حلم عثمان
برغم تلك الظروف الصعبة حلم عثمان ببناء شركة مقاولات كبيرة وناجحة. في ذلك الوقت، كانت كل الشركات في الشرق الأوسط شركات أجنبيه. أعلن عثمان تأسيسه شركته وأسماها الشركة الهندسية للصناعات والمقاولات العمومية، والتي تم تغيير اسمها فيما بعد إلى المقاولون العرب "عثمان أحمد عثمان وشركاه".
بلغ رأس مال شركته عند بدايته 180 جنيها مصريا كونهم من عمله مع عمه. كان عثمان هو مالك الشركة والعامل الوحيد بها، بدأ عمله بمشاريع صغيرة مختلفة من غرفه صغيره بمكتبه، تنوعت تلك المشاريع ما بين بناء متاجر صغيرة، جراجات وصيانة المباني وما إلى ذلك.
اعتمد عثمان على ثلاث محاور لإنجاح شركته وهي العمل الجاد، ذكائه ومهاراته التنظيمية. توسعت الشركة سريعا لتنافس الشركات الأجنبية في المشاريع الأكبر. كانت أول مشاريع كبيرة له هي إنشاء مدرسة للفتيات ومسرح قبل أن ينقل اهتمامه للمشاريع بالقاهرة.

### نجاح عثمان في الدول العربية
في خمسينات القرن الماضي، سافر عثمان إلى المملكة العربية السعودية. شهدت المملكة في تلك الفترة طفرة هائلة في قطاع البناء بسبب الثروة النفطية مثلها مثل باقي منطقة الخليج العربي. استطاع عثمان استغلال ذلك الحدث لصالحه جيدا، فخلال فترة قصيرة من الوقت بدأ بتنفيذ مشاريع بملايين الدولارات في كل من الكويت، ليبيا، العراق والإمارات العربية المتحدة مكونا بذلك ثروة كبيرة. صرح عثمان أنه وجد زمام السيطرة في أغلب الدول العربية في يد احتكارات وتكتلات الشركات الأجنبية.
في عام 1956، عاد عثمان إلى مصر تزامنا مع ثورة جمال عبد الناصر حيث حصل على عقد قيمته 48 مليون دولار لمشروع بناء سد أسوان. بالرغم من اختلاف سياسة عبدالناصر الاشتراكية مع سياسة عثمان الرأسمالية إلا أن الإثنين تعاونا لمحاربه في تحقيق إستراتيجية عبدالناصر في مواجهة الكيان الصهيوني التي تطلبت بناء المخابئ، المطارات، صوامع الصواريخ وما إلى ذلك.
لم يستمر هذا التعاون كثيرا فمع حلول عام 1961، أعلن عبدالناصر تأميم شركة المقاولون العرب، كان أمام عثمان الذي كان خارج البلاد في ذلك الوقت خيارين إثنين إما أن يظل بالخارج مستمرا في جمع ثروته أو أن يعود إلى مصر وهو الأمر الذي اختاره قائلا أنه يشعر بالمسئولية تجاه بلده وموظفيه.
في أول حديث إعلامي له بعد عودته إلى مصر تعهد بأن الشركة ستواصل العمل بنفس الكفاءة بغض النظر عمن يمتلكها. اعتمد عثمان نظام حوافز الأجور داخل شركته، الأمر الغير قانوني لأي شركة قطاع عام، لكن بعد نجاحه في مشروع سد أسوان سمح ناصر لمجلس عثمان بمواصلة إدارتهم للشركة وأصدر قانونا يسمح لشركات القطاع العام بتحديد الأجور والحوافز للعاملين بها بشرط أن تكون قد قامت بجزء كبير من أعمالها في الخارج.

### عثمان يزدهر في عصر السادات
بالرغم من صدمة البلاد لوفاة ناصر عام 1970، إلا أن عثمان رحب كثيرا بتولي السادات صديقه القديم الحُكم. فمع عدم رضا عثمان لسياسات ناصر القمعية ورؤيته أن الشعب قد دفع الكثير نتيجة القمع الداخلي والاحتلالات الأجنبية.
في حرب أكتوبر 1973، ظهر دور شركة المقاولون العرب التي بنت العبارات التي حملت القوات المصرية عبر قناة السويس.

## السياسة والفلسفة

### علاقته بجماعة الإخوان المسلمين
كان معروفا عن عثمان حبه لجماعة الإخوان المسلمين، بحكم نشأته في نفس المدينة التي عمل بها مؤسس الجماعة الشيخ حسن البنا. كما تربطه علاقة وثيقة بمؤسسها فقد كان حسن البنا مدرسا للغة العربية وعثمان أحد تلاميذه، لكنه لم يكن يوما عضوا بالجماعة.
صرح عثمان في سيرته الذاتية قائلا:
«كنت عضوا في الجماعة بروحي فقط، فعلى الرغم من ايماني الكبير بالعديد من المبادئ التأسيسية للجامعة إلا أن تفاني بعملي وشركتي قد سلب من الوقت لأي عمل ونشاط آخر».
لكنه أدان الجهاز السري لجماعة الإخوان وأكد أنه لن يتسبب إلا في ظهور فروع متشددة، وأن المنضمين إليه يهدرون حياتهم بلا داع.
عين عثمان العديد من أعضاء الإخوان في أماكن مرموقة داخل شركته، وفي فروع شركته خارج مصر. فعين العديد ممن خرجوا من السجون، أو هربوا خارج مصر خوفا من السجن. الأمر الذي كان مصدر خلاف معه مع الحكومة المصرية. صرح عثمان في إحدى الحوارات بأنه احتجز مرة لمدة 24 ساعة لاستجوابه حول عن موقفه تجاه الجماعة وهل هو عضوا بها أم لا.

### الفلسفة وأسلوب الإدارة
بالرغم من عدم وجود أي فريق لإدارة الموارد البشرية بالشركة إلا أن عثمان أثبت أنه قائد مميز، حينما أكد على ضرورة الحفاظ على الموظفين سعداء، آمنين كطريقة لزيادة الإنتاجية. بدأ تنفيذ العديد من أفكاره في شركته المقاولون العرب، قبل أن يعمم أفكاره على المستوى الوطني. فعلى سبيل المثال، لعثمان الفضل في إنشاء التأمين الطبي للعمال وصناديق التقاعد الخاصة بالموظفين. توسعت فكرته لتشمل جميع موظفي الحكومة.
أيقن عثمان بأنه إذا تمكن من حل مشاكل الموظفين اليومية، فإن الموظفين سيصبحون أكثر تركيزا على عملهم وأكثر ولاء له. كما حاول تقديم خدمات نقل مجانيه، توفير وجبات طعام غير الرعاية الطبية لموظفيه. خلال فترة إنشاء السد العالي، أسس عثمان مستشفى، مدرسة وحديقة للموظفين الذين سافروا لمباشرة العمل في أسوان. أصبح هذا النهج هو نهج المقاولون العرب في إنشاء المرافق الطبية والمعاهد الفنيه لأي مشروع لهم.
أمن عثمان بقوة العلاقات الشخصية. صرح في سيرته الذاتية قائلا:
«على القائد أن يسعى دائما للحصول على نوعين من العلاقات. الأولى، هي علاقات قوية وإيجابية داخل الشركة، الثانية علاقات قوية لتسهيل الأعمال خارج الشركة، وأن خير دعايا لأي شركة هي إتمام العمل بأعلى جودة مع الحفاظ على أخلاقيات العمل».
حاول عثمان خلق علاقات شخصية قوية مع المسؤولين (حتى رؤساء الدول) في أي بلد يعمل فيه.

عثمان في أواخر حياته

### السياسة
سياسا، اُعتُبر عثمان مؤيدا قويا للسادات، الذي غير نظام مصر الاقتصادي من الاشتراكي إلى الرأسمالية مرحبا بمبادئ السوق الحر وسياسات التجارة الحرة، معلنا دعمه الكامل لكل الطرق التي تسمح للقطاع الخاص بالازدهار. كما أنكر أجندة عبدالناصر الاشتراكية واصفا إيها بأنها حيلة لكسب تأييد الجماهير. فعلى سبيل المثال، ضمن ناصر وظائف لجميع خريجي الجامعات، الأمر الذي راه عثمان أسلوب لكسب دعم الشعب لكن الطريقة نفسها لم تكن عملية.
في كتابه، يحذر عثمان خريجي الجامعات من قبول الوظائف الحكومية الافتراضية، موضحا أن الحكومة لن تكون قادرة على توفير هذا العدد الكبير من الوظائف. مرشحا العمل الخاص للشباب موضحا أن أي صاحب عمل خاص يريد دائما توسيع نطاق أعماله ليزيد من ربحه وهذا يعني المزيد من فرص العمل للشباب.
كان عثمان ضمن بعثة السادات في عام 1977 للكيان الصهيوني للتحدث في الكنيست.

## الانتقادات
مع اعتبار عثمان هو ثاني أقوى رجل في مصر نتيجة علاقته الوثيقة مع السادات تعرض للعديد من الانتقادات لعل من أهمها هو استغلال هذه العلاقة لكسب القوة السياسية ومن ثم كسب ثروة كبيرة. فلم تكن علاقته مع السادات وليدة تولي السادات الحكم فهما صديقين حميمين، جارين في منطقة الهرم بالجيزة، متشابهين في العديد من وجهات النظر.
ابن عثمان الأكبر، محمود عثمان، متزوج من ابنة السادات الصغرى، جيهان السادات (نانا) مما أرسخ علاقه الثنائي.
بينما يدافع محبي عثمان عنه بأنه كون أغلب ثروته خلال حكم جمال عبدالناصر، أكثرها خارج مصر (في دول الخليج العربي).

## الوفاة
توفي عثمان في عام 1999، بعد صراع طويل مع العديد من الأمراض أهمها أمراض القلب والزهايمر.

## الإرث
لا تزال شركة المقاولون العرب واحدة من أكبر شركات المقاولات في مصر والوطن العربي. على الرغم من عزل آخر عضو من عائلة عثمان، إسماعيل عثمان، من منصبه التنفيذي من قبل الحكومة المصرية عام 2001. عزل إسماعيل بعد تصريحه الذي اتهم فيه الحكومة بأنها السبب في إفلاس الشركة، مصرحا أن الحكومة مدينه للشركة بالمال، والشركة مدانة للبنوك بالمال، لكن مع تعنت الحكومة في دفع ديونها لنا تراكمت فوائد البنوك علينا وأفلست الشركة.
قامت الشركة بتغيير اسم ملعب نادي كرة القدم التابع لها إلى ملعب عثمان أحمد عثمان بعد وفاته، كما تم تسمية أحد شوارع مدينة الإسماعيلية باسمه تخليدا لذكراه وتكريما له على مجمل أعماله.

### محطات في حياته
- ولد في 6 أبريل 1917 بالإسماعيلية.
- حصل على بكالوريوس الهندسة في عام 1940.
- دخل مناقصة الحفر بالسد العالي في عام 1958.
- في عام 1961 تم تأميم شركته تأميما نصفيا وعين هو رئيسا لمجلس إدارتها.
- في عام 1964 أممت الشركة تأميما كليا، وتم تغيير اسمها من «الشركة الهندسية للصناعات والمقاولات العمومية» إلي «المقاولون العرب عثمان أحمد عثمان وشركاه» واحتفظ بمنصبه كرئيس لمجلس إدارتها.
- رئيسا للنادي الإسماعيلي في عام 1965 وحصل معه على بطولة الدوري 67 وبطولة أفريقيا للأندية أبطال الدوري سنة 70 وجمع من خلال مباريات ودية دخلا لصالح الإنتاج الحربي.
- 8 يناير 1966: عضوا شرفيا بالنادي الأهلي تقديرا لخدماته.
- 2 يوليو 1968: رئيسا لمجلس إدارة المقاولون العرب لدورة جديدة.
- 26 فبراير 1970: رئيسا شرفيا لنادي التحدي الليبي.
- 28 أكتوبر 1973: وزيرا للتعمير.
- 26 سبتمبر 1974: وزيرا للإسكان والتعمير (وزارة د. عبد العزيز حجازي).
- 16 مايو 1976: وزيرا للإسكان والتعمير (وزارة ممدوح سالم).
- يونيو 1976: منح دكتوراه فخرية في القانون من جامعة (ريكر) بالولايات المتحدة الأمريكية.
- 10 نوفمبر 1976: خرج من الوزارة.
- نوفمبر 1976: منح وسام الصليب الأكبر من حكومة ألمانيا الغربية (من الطبقة الثانية) تقديرا لجهوده.
- 2 يناير 1977: زواج ابنه (محمود) من ابنة الرئيس أنور السادات (جيهان).
- أغسطس 1977: رئيسا فخريا للمقاولون العرب، مدى الحياة.
- نوفمبر 1978: أمينا للحزب الوطني بالإسماعيلية.
- مارس 1979: نقيبا للمهندسين.
- عضو مجلس الشعب 1979 إلى 1990

## في الثقافة الشعبية
في شهر رمضان عام 2007، تم إطلاق مسلسل تلفزيوني للنجم نور الشريف قدم فيه شخصية،سعد الدالي، تتشابهه كثيرا مع قصة حياة عثمان أحمد عثمان، بالرغم من إنكار مخرجي المسلسل ذلك. احتجت عائلته على المسلسل لأنه يظهر الشخصية الرئيسية كرجل فاسد، جشع ومرتبط بالجريمة.